# Mount Paulus
Mount Paulus (französisch Mont Paulus) ist ein 2420 m hoher Berg im ostantarktischen Königin-Maud-Land. Er ragt im südwestlichen Teil der Belgica Mountains unmittelbar südlich des Mount Rossel auf.
Teilnehmer der Belgischen Antarktis-Expedition 1957/58 unter Gaston de Gerlache de Gomery (1919–2006) entdeckten ihn. Namensgeber ist Jean-Pierre Paulus de Châtelet (1920–2000), ein Sponsor der Forschungsreise.